# Terefe Maregu Zewdie
Terefe Maregu Zewdie (Gojjam, 23 oktober 1982) is een Ethiopisch langeafstandsloper, die zich heeft gespecialiseerd in de 5000 m en het veldlopen.

## Biografie
Zijn beste prestatie is het winnen van een gouden medaille op de Afrikaanse kampioenschappen 2005 in Brazzaville. Met 13.47.77 versloeg hij op de 5.000 m de Kenianen Boniface Songok (zilver) en Hillary Chenonge (brons). In 2004 en 2005 behaalde hij met het Ethiopische medaille op het WK veldlopen bij de teamwedstrijd. Individueel werd hij op deze wedstrijden respectievelijk derde en zesde.
In 2008 won hij de Utica Boilermaker en de 5 km van Carlsbad.

## Titels
- Afrikaans kampioen 5000 m - 2004

## Persoonlijke records
| Onderdeel | Prestatie | Datum       | Plaats |
| --------- | --------- | ----------- | ------ |
| 3000 m    | 7.36,34   | 11 mei 2007 | Doha   |
| 5000 m    | 13.06,39  | 2 juli 2004 | Rome   |
| 10.000 m  | 27.14,13  | 8 juni 2008 | Eugene |

Weg
| Onderdeel      | Prestatie | Datum            | Plaats         |
| -------------- | --------- | ---------------- | -------------- |
| 10 km          | 27.53     | 2 augustus 2008  | Cape Elizabeth |
| 20 km          | 58.57     | 18 februari 2011 | Ras al-Khaimah |
| halve marathon | 1:00.24   | 28 maart 2010    | Berlijn        |
| 25 km          | 1:13.16   | 9 mei 2010       | Berlijn        |
| 30 km          | 1:29.13   | 31 oktober 2010  | Frankfurt      |
| marathon       | 2:09.03   | 31 oktober 2010  | Frankfurt      |

## Prestaties

### 3000 m
- 2007: 5e Qatar IAAF World Super Tour in Doha - 7.36,34

### 5000 m
- 2003:  Argentan Meeting - 13.46,55
- 2004:  Meeting du Nord in Villeneuve-d'Ascq - 13.06,64
- 2004:  Afrikaanse kamp. - 13.47,77
- 2007:  Trofeo Citta di Lugano - 13.24,04

### 10.000 m
- 2008:  Prefontaine Classic - 27.14,13

### 5 km
- 2008:  Carlsbad - 13.34
- 2009:  Carlsbad - 13.24

### 10 km
- 2003:  Laval - 29.04
- 2003:  Suresnes Foulees - 28.45
- 2003: 4e Great Ethiopian Run - 30.44
- 2004: 4e Giro Media Blenio in Dongio - 29.02,8
- 2004:  Great Ethiopian Run - 30.04
- 2007: 4e São Silvestre da Amadora - 29.09
- 2008:  Würzburger Residenzlauf - 28.06
- 2008:  Abraham Rosa International in Toa Baja - 28.50
- 2008:  Atlanta Journal-Constitution Peachtree Road Race - 28.30
- 2008:  TD Banknorth Beach To Beacon in Cape Elizabeth - 27.53,0
- 2010:  Abraham Rosa International in Toa Baja - 29.42
- 2010: 5e Peachtree Road Race in Atlanta - 27.59

### 15 km
- 2008:  Utica Boilermaker - 44.17

### halve marathon
- 2008:  halve marathon van Berlijn - 1:01.23
- 2009:  halve marathon van Porto - 1:01.14
- 2010:  halve marathon van Berlijn - 1:00.24
- 2011:  7e halve marathon van Ras al-Khaimah - 1:02.03

### 25 km
- 2010:  25 km van Berlijn - 1:13.16

### marathon
- 2010: 6e marathon van Frankfurt - 2:09.03
- 2011: 6e marathon van Seoel - 2:15.15

### veldlopen
- 2001: 8e WK junioren in Oostende - 26.14
- 2004:  WK korte afstand in Brussel - 11.42
- 2005: 6e WK korte afstand in Saint Galmier - 11.43